# Concilio Nacional del Suajili
Baraza la Kiswahili la Taifa (en español Concilio Nacional del Suajili, abreviado BAKITA) es la institución académica de Tanzania responsable de regular el idioma suajili desde 1983. Fue establecida por la ley parlamentaria n. 27 de 1967 con el objetivo de "hacer crecer, reforzar y desarrollar" el idioma Suajili en Tanzania, y tras la reforma de la ley en 1983, también fuera de las fronteras tanzanas.
Trabaja coordinado con el Chama cha Kiswahili cha Taifa (CHAKITA) de Kenia y el Baraza la Kiswahili la Afrika Mashariki (BAKAMA) en Uganda.